# Kelso Bridge
Die Kelso Bridge ist eine Straßenbrücke in der schottischen Kleinstadt Kelso in der Council Area Scottish Borders. 1971 wurde das Bauwerk in die schottischen Denkmallisten in der höchsten Denkmalkategorie A aufgenommen. Das zugehörige Bridge-End Cottage ist eigenständig ebenfalls als Kategorie-A-Denkmal eingestuft. Beide Bauwerke bilden zusammen außerdem ein Denkmalensemble der Kategorie A. Zu diesem Ensemble zählt auch das Osttor des ehemaligen Herrenhauses Springwood House. Eine ehemalige Klassifizierung als Scheduled Monument wurde 1996 aufgehoben.

## Geschichte
Um 1755 wurde ein kurzes Stück flussaufwärts eine sechsbögige Brücke errichtet. In einem Sturm im Jahre 1797 wurden deren flache Fundamente unterspült und sie kollabierte am folgenden Tag. Den Entwurf für die heutige Kelso Bridge lieferte der schottische Ingenieur John Rennie, der ein Jahrzehnt später für die Planung der Waterloo Bridge und Southwark Bridge in London Berühmtheit erlangen sollte. Als Arbeiter war der junge William Fairbairn auf der Baustelle tätig. Für die zwischen 1801 und 1804 ausgeführten Arbeiten liefen Gesamtkosten in Höhe von 17.800 £ auf. Von diesen wurden 15.000 £ über ein staatliches Darlehen finanziert. Alleine das ausführende Bauunternehmen Murray & Lees stellte 12.876 £ in Rechnung.

## Beschreibung
Die Kelso Bridge ist eine Steinbogenbrücke, welche den Tweed kurz nach der Einmündung des Teviot am Ostrand von Kelso mit fünf Bögen quert. Eine Neuerung in Schottland bedeutete die Verwendung von Korbbögen aus Ellipsensegmenten. Die gleichförmigen Bögen weisen Spannen von 21,9 m bei einer Lichten Höhe von 3,5 m auf. Die Fahrbahn zwischen den begrenzenden Brüstungen ist 7,3 m weit. Heute verläuft dort zweispurig die A699. Die Pfeiler sind mit runden Eisbrechern versehen. Darüber erstrecken sich dorische Pilaster, welche die auskragende Brüstung tragen.

## Bridge-End Cottage
Das Bridge-End Cottage liegt an der Nordostseite der Brücke. Es wurde um 1803 nach einem Entwurf John Rennies erbaut. Die südexponierte Frontseite des einstöckigen Gebäudes ist drei Achsen weit. Toskanische Pilaster flankieren den zentralen Eingangsbereich. Sie tragen ein schlichtes Gebälk. Unterhalb des abschließenden schiefergedeckten Walmdaches läuft ein gezahntes Kranzgesims um.
Das Gebäude diente dem Aufenthalt der Beamten, welche die Brückenmaut eintrieben. Diese war zur Rückzahlung des für den Brückenbau aufgenommenen Darlehens eingeführt worden. Nach 50 Jahren ging die Bevölkerung davon aus, dass das Darlehen längst abgetragen sein müsste. Da kein Einblick in die Bücher gewährt wurde, kam es zu vereinzelten organisierten Angriffen auf die Beamten. 1854 wurde die Maut schließlich abgeschafft.